# StanFlex
StanFlex, poznat i kao STANFLEX ili Standard Flex, modularni je sustav za korisni teret misije broda, koji upotrebljava Kraljevska danska mornarica. Izvorno je zamišljen tijekom 1980-ih kao način zamjene nekoliko klasa manjih ratnih brodova s jednom klasom višenamjenskih brodova. Sustav se sastoji od naoružanja i opreme postavljenih u standardizirane spremnike, koji se mogu staviti u utore na brodovima. Ovi se kontejneri mogu zamijeniti u kratkom vremenu, omogućujući brodu promjenu uloga. Uspjeh modularnog sustava korisnog tereta naveo je Kraljevsku dansku mornaricu da dizajnira sve nove ratne brodove s utorima StanFlex te da instalira utore na starija plovila tijekom velikih remonta. Do 2012. godine u službi je bilo devet klasa brodova sposobnih za prijevoz modula StanFlex.

## Dizajn i uporaba modula
Module StanFlex konstruirao je Monberg & Thorsen. Svaki modul smješten je u spremnik od nehrđajućeg čelika koji mjeri 3 metra u duljinu, 3,5 metara u širinu i 2,5 metara u visinu. Precizno obrađene prirubnice osiguravaju da se modul točno spaja s priključcima za napajanje, ventilaciju, komunikaciju, vodu i podatke. Oružje ili sustavi montiraju se na krov modula, dok su strojevi, elektronika i prateća oprema smješteni u njemu.
Moduli se obično postavljaju i zamjenjuju pokretnom dizalicom nosivosti 15 tona. Modul se može zamijeniti i zamijeniti u roku od pola sata, a nakon završetka testiranja sustava, brod je spreman za raspoređivanje u roku od nekoliko sati. U borbeno informacijsko središte ugrađene su standardizirane konzole, uloga konzole definirana je instaliranim softverom koji se može brzo zamijeniti. Lakoću postavljanja i korištenja pomorsko osoblje uspoređuje s drugim danskim proizvodom: Lego kockicama.

### Prednosti i nedostaci
- Neiskorišteni moduli mogu se pohraniti u kontroliranim uvjetima, čime se smanjuje potreba za preventivnim održavanjem.[3]
- Brodove nije potrebno isključivati iz upotrebe kada oprema zahtijeva održavanje i obrnuto.[3]
- Nova oružja i sustavi mogu se instalirati na plovila postavljanjem na modul, umjesto ponovnog opremanja cijelog broda.[3]
- Kada se brod ili klasa povuku iz upotrebe, moduli se mogu ponovno koristiti na drugim plovilima. Slično tome, budući da se ne moraju ugrađivati u brod, modularno oružje i sustavi ne moraju biti uračunati u trošak kupnje novog plovila, 2006. godine predviđeno je da će predloženi dizajn fregate od 6000 tona za KDM koštati 1,6 milijardi DKK po brodu ( 254 milijuna US dolara), dok su slični projekti u drugim europskim zemljama trebali koštati između 2,6 milijardi DKK i 6,3 milijarde DKK ( 413 milijuna do 1 milijarda US dolara).[4]
- Višenamjenski brodovi nešto su manje učinkoviti od namjenskog broda u određenoj ulozi, ali sposobnost da se brzo preopreme za druge uloge to više nego nadoknađuje.

### Inventar
Od 2001. inventar StanFlex modula uključivao je:
| Tip              | Oprema                                                                                        | Količina |
| ---------------- | --------------------------------------------------------------------------------------------- | -------- |
| SSM              | 2 četverostruka lansera Mk 141 za rakete Boeing RGM-84 Harpoon                                | 10       |
| SAM              | 6-ćelijski lanser Mk 48 Mod 3 za projektile RIM-7 Sea Sparrow                                 | 20       |
| Top              | 1 top Otobreda 76/62 Super Rapid                                                              | 19       |
| ASW              | Lanseri za torpeda MU90 Impact                                                                | 4        |
| VDS              | Thales Underwater Systems TSM 2640 Salmon aktivni/pasivni sonar promjenjive dubine            | 4        |
| MCM              | Oprema za zapovijedanje i kontrolu za upravljanje bespilotnim lovcima na mine klase MSF i MRD | 5        |
| Dizalica         | 1 hidraulička dizalica za lansiranje/izvlačenje RHIB-a ili postavljanje morskih mina          | 22       |
| Oceanografija    |                                                                                               | 2        |
| Protiv zagađenja |                                                                                               | 3        |
| Nadzor           |                                                                                               | 1        |
| Skladištenje     |                                                                                               | 14       |
| SIGINT / ELINT   |                                                                                               | 1        |

## Brodovi sa StanFlexom
- Ophodni brod klase Flyvefisken
  - 1 utor naprijed, 3 utora straga.[3]
- Ophodni brod klase Diana
  - 1 utor straga.[5] Brodovi klase Diana obično rade s ugrađenim modulom za teret ili protiv zagađenja.[5] Zbog položaja pristaništa RHIB, ne mogu se ukrcati sonarni moduli za promjenjive dubine (koji se normalno spuštaju preko krme).[5] Klasa Diana može se koristiti za transport, ali ne i za upravljanje svim ostalim modulima.[5]
- Zapovjedni brod  Absalon
  - 5 utora na palubi. Zbog položaja palube, mogu se koristiti samo moduli za ispaljivanje projektila, SIGINT/ELINT i moduli za teret.
- Korveta klase Niels Juel
  - 2 utora straga.[6] Za razliku od drugih klasa, korvete klase Niels Juel modificirane su za StanFlex tijekom modernizacije po sredini radnog vijeka. Ova je klasa ukinuta 2013.[7]
- MSF-klasa, lovac na mine
  - 1 utor straga.
- MRD-klasa, lovac na mine
  - 2 utora.
- Fregata klase Iver Huitfeldt
  - 6 utora.[8]
- Fregata klase Thetis
  - 1 utor naprijed, 2 utora straga
- Ophodni brod klase Knud Rasmussen
  - 1 utor naprijed, 1 utor straga.[9]